# Прививка (ботаника)
Приви́вка — вегетативный способ размножения растений путём объединения частей нескольких растений, с помощью которого объединяют свойства этих растений. Применяется в садоводстве.

## Описание
Наиболее часто используется для размножения деревьев и кустарников.
- подво́й (также называют дичок)— растение, у которого используются стебель и корневая система;
- приво́й — прививаемые к нему стебель, листья, цветки или плоды второго растения.

При прививке части стебля (копулировка), побег культурного растения прививается к стеблю и/или корневой системе другого, часто неокультуренного (дикого) и потому, более устойчивого к внешним условиям и заболеваниям растения.
Другой распространённый метод: окулировка, прививка спящей почкой, прививается к стеблю однолетнего подвоя, а после того, как она приживётся, стебель обрезается над почкой, что даёт возможность развития побега культурного растения.
Для успешной прививки нужен (и достаточен) плотный контакт тканей сосудистого камбия подвоя и привоя, поэтому важно, чтобы ткани обоих растений были в развитом состоянии. При успешной прививке образовательные ткани привоя и подвоя срастаются.
Однолетние побеги всех плодовых пород заготавливают в начале зимы, до наступления сильных морозов. Побеги яблони и груши хорошо сохраняются в обычных подвалах во влажных опилках. Косточковые лучше хранить замороженными, для чего с северной стороны строения в морозный день насыпают на кусок плёнки влажные опилки, укладывают на них черенки (можно обернуть их во влажную тряпочку), затем укрывают влажными замороженными опилками слоем 20—30 см. 

## Растения
Примеры растений, которые можно прививать:
Плодовые деревья
1. Яблони часто прививают друг на друга или на дикие яблони для улучшения вкусовых качеств и устойчивости.
2. Груша хорошо прививается на айву, что позволяет деревьям быть более компактными.
3. Вишню и черешню можно прививать друг на друга, а также на дикие виды.
4. Сливы можно прививать на алычу или другие виды слив.
5. Персик и абрикос можно прививать на другие косточковые, такие как слива или алыча.

### Цитрусовые
1. Апельсин на апельсин, мандарин, грейпфрут, лимон или дикорастущие цитрусовые.
2. Лимон на другие цитрусовые, такие как апельсин или помело.

### Декоративные растения
1. Розу можно прививать друг на друга или на шиповник.
2. Сирень можно прививать на ее различные сорта друг на друга.
3. Клен прививают для декоративных целей друг на друга.

### Виноград
Различные сорта винограда можно прививать друг на друга для улучшения урожайности и устойчивости к болезням.

### Овощные культуры
1. Томат можно прививать на баклажан или картофель, что позволяет получить растение, которое даст и томаты, и картофель.
2. Арбуз иногда прививают на тыкву для улучшения устойчивости к болезням.[1]

## Промежуточная прививка
Промежуточная прививка представляет собой вставку между привоем и выбранным для выращивания сортом.
Морозобоины и солнечные ожоги, нередко приводящие к гибели деревьев, чаще всего встречаются на стволе и в развилках скелетных ветвей. Чтобы избежать этих повреждений, с помощью промежуточной прививки эти части дерева заменяют другими, от особо устойчивого сорта. Для этого весной делают прививку улучшенной копулировкой с четырьмя-пятью почками устойчивого сорта на подвой. Когда он разовьётся, его перепрививают выбранным для выращивания сортом. Получаются как бы «трёхэтажные» деревья. Если прививку выбранного для выращивания сорта делают на штамб, устойчивый сорт сохраняется только в виде штамба и поэтому его называют штамбообразователем. Если перепрививают скелетные ветви, устойчивый сорт остается в виде штамба и основания скелетных ветвей и потому называется скелетообразователем.
Прививка в виде промежуточной вставки рекомендуется и для устранения одной из слабых сторон карликовых подвоев — поверхностного расположения корней. Для большей надёжности в культивировании так называемых карликов с помощью промежуточной прививки создают своеобразные деревья, состоящие из трёх частей — корня сильнорослого подвоя, привитого на него черенка с карлика, а на него — желаемого сорта. У такого дерева корни сильнорослого подвоя прочно держат его в почве, вставка слаборослого подвоя сдерживает рост дерева. Можно сконструировать и «четырёхэтажное» слаборослое зимостойкое дерево: на сильнорослый подвой прививают карликовую вставку, на неё — скелетообразователь, а уж на него — нужный сорт.